# Mikael Örn
Mikael Örn, né le 29 novembre 1961 à Göteborg, est un nageur suédois.

## Carrière
Mikael Örn participe aux Jeux olympiques d'été de 1984 à Los Angeles et remporte la médaille de bronze dans l'épreuve du 4x100m nage libre avec Bengt Baron, Thomas Lejdström et Per Johansson.